# Остершельде (національний парк)
Національний парк Остершельде — національний парк у нідерландській провінції Зеландія.
Цей національний парк був заснований 8 травня 2002 року. Він включає Східну Шельду (голландською: Oosterschelde), Кітен-Мастгат, Краббенкрік, Зійпе, Слак і Краммер. Частина Східної Шельди за Остердамом не належить до національного парку.
Національний парк Остершельде оточений такими регіонами: Схаувен-Дьойвеланд, Толен, Зюїд-Бевеланд і Норд-Бевеланд.
Зеландський міст перетинає національний парк.